# Фюлеппіт
Фюлеппіт (рос. фюлеппит; англ. fülöppite, fuloppiete; нім. Fülöppit m) — мінерал, стибієва сульфосіль свинцю. Група плагіоніту.
Названий за прізвищем угорського колекціонера Б. Фюлеппа (B. Fülöpp), J. de Finely, S. Koch, 1929.

## Опис
Хімічна формула: Pb3Sb8S15.
Містить (%) Pb — 29,92; Sb — 47,91; S — 23,17.
Сингонія моноклінна. Призматичний вид. Утворює дрібні кристали призматичного або ромбоедричного обрису, рідко — таблитчасті. Спайності не виявлено. Густина 5,23. Тв. 2. Колір свинцево-синій з бронзовою грою кольорів. Риса червонувато-сіра. Блиск металічний. Непрозорий. Крихкий. Злом нерівний. Гідротермальний мінерал. Супутні мінерали: цинкеніт, сфалерит, доломіт. Зустрічається в родов. Трансільванії (Румунія). Рідкісний.